# Esmaeil Sharifat
Esmaeil Sharifat (tiếng Ba Tư: اسماعیل شریفات, sinh ngày 7 tháng 9 năm 1988) là một cầu thủ bóng đá người Iran, hiện tại thi đấu cho Esteghlal Khuzestan của Persian Gulf Pro League

## Sự nghiệp câu lạc bộ
Sharifat bắt đầu sự nghiệp với Foolad trước khi gia nhập Esteghlal Ahvaz. Sau đó anh chuyển đến Esteghlal. Vào mùa hè năm 2012, Sharifat trở lại Foolad với bản hợp đồng 3 năm. Ngày 22 tháng 2 năm 2014, anh ký bản hợp đồng mới với Foolad đến năm 2018.

### Thống kê sự nghiệp câu lạc bộ
Cập nhật gần đây nhất 15 tháng 5 năm 2015
| Thành tích câu lạc bộ | Thành tích câu lạc bộ | Thành tích câu lạc bộ | Giải vô địch | Giải vô địch | Cúp       | Cúp       | Châu lục | Châu lục  | Tổng cộng | Tổng cộng |
| Mùa giải              | Câu lạc bộ            | Giải vô địch          | Số trận      | Bàn thắng    | Số trận   | Bàn thắng | Số trận  | Bàn thắng | Số trận   | Bàn thắng |
| Iran                  | Iran                  | Iran                  | Giải vô địch | Giải vô địch | Cúp Hazfi | Cúp Hazfi | Châu Á   | Châu Á    | Tổng cộng | Tổng cộng |
| --------------------- | --------------------- | --------------------- | ------------ | ------------ | --------- | --------- | -------- | --------- | --------- | --------- |
| 2007–08               | Foolad                | Hạng đấu 1            | 15           | 1            | 4         | 1         | –        | –         | 19        | 2         |
| 2008–09               | Foolad                | Pro League            | 16           | 0            | 3         | 1         | –        | –         | 19        | 1         |
| 2009–10               | Esteghlal Ahvaz       | Pro League            | 27           | 7            | 1         | 0         | –        | –         | 28        | 7         |
| 2010–11               | Esteghlal             | Pro League            | 20           | 1            | 4         | 1         | 5        | 0         | 29        | 2         |
| 2011–12               | Esteghlal             | Pro League            | 15           | 2            | 4         | 2         | 4        | 1         | 23        | 5         |
| 2012–13               | Foolad                | Pro League            | 31           | 5            | 1         | 0         | –        | –         | 32        | 5         |
| 2013–14               | Foolad                | Pro League            | 27           | 6            | 2         | 1         | 7        | 1         | 36        | 8         |
| 2014–15               | Foolad                | Pro League            | 29           | 3            | 1         | 0         | 6        | 0         | 36        | 3         |
| 2015–16               | Foolad                | Pro League            | 20           | 1            | 1         | 1         | -        | -         | 21        | 2         |
| 2016–17               | Foolad                | Pro League            | 26           | 2            | 3         | 1         | -        | -         | 28        | 3         |
| 2017-18               | Zob Ahan              | Pro League            | 10           | 1            | 1         | 0         | -        | -         | 11        | 1         |
| Tổng cộng sự nghiệp   | Tổng cộng sự nghiệp   | Tổng cộng sự nghiệp   | 186          | 29           | 26        | 8         | 22       | 2         | 255       | 39        |

- Kiến tạo

| Mùa giải | Đội bóng        | Kiến tạo |
| -------- | --------------- | -------- |
| 08–09    | Foolad          | 2        |
| 09–10    | Esteghlal Ahvaz | 5        |
| 10–11    | Esteghlal       | 3        |
| 11–12    | Esteghlal       | 3        |
| 12–13    | Foolad          | 4        |
| 13–14    | Foolad          | 5        |
| 14–15    | Foolad          | 7        |
| 15–16    | Foolad          | 2        |
| 16–17    | Foolad          | 3        |

## Danh hiệu

### Câu lạc bộ
Esteghlal
- Iran Pro League Á quân (1): 2010–11
- Cúp Hazfi (1): 2011–12

Foolad
- Iran Pro League (1): 2013–14